# 北愛一
北 愛一（きた ちかかず）は、戦国時代から江戸時代前期にかけての武士。南部氏家臣。彦助。定愛（さだちか）とも言う。

## 生涯
北信愛の長男として誕生。母は南氏。
『参考諸家系図』によると、主君・南部信直から父・信愛の功により2050石を得ている。『岩手県史 第3巻』所載の系図では2150石とある。
『岩手県史』によれば、九戸政実の乱後、九戸側につき滅んだ旧一戸方の寺田館（寺田城）を領し2500石を知行している。また、寺田館へは北館から移ってきたとされる（『日本歴史地名大系』）。早くから所領を持って父・信愛から独立していたため、弟・秀愛と父・信愛の死で断絶した花巻北氏の名跡は継がなかった。また父・信愛が名跡継承を願わず死去してその所領が藩に接収されたため、愛一と弟・直継は新たに禄を得て家を興す形になったともされる。
跡を子の直愛が2100石で継いだ。直愛の弟・愛言は分家した。しかし直愛の死後に跡を継いだ北愛時は遺領のうち500石しか継げず、また愛時は病ですぐ隠居してしまい、子の北岩松が早世して北氏嫡流は断絶した（『岩手県史』）。一方「参考諸家系図」によると、早世した岩松の家督は愛時の弟・北愛紀が継いだとあり、愛紀は300石を知行した。のち当主自害によって一旦改易され、50石で再興され幕末に至った。
ただし息子・左衛門佐直愛については、弟・北主馬（秀愛）と同一人物とする説もある（『鹿角市史』他）。